# Jacqueline Kelen
Pour les articles homonymes, voir Kelen.
 (septembre 2019).
Si vous disposez d'ouvrages ou d'articles de référence ou si vous connaissez des sites web de qualité traitant du thème abordé ici, merci de compléter l'article en donnant les références utiles à sa vérifiabilité et en les liant à la section « Notes et références ».
Jacqueline Kelen, née le 5 avril 1953, est une écrivaine française diplômée de lettres classiques et productrice à France Culture, autrice de plus de 70 ouvrages, parus depuis 1982.

## Biographie
Elle s'est notamment consacrée à l'évocation des grands mythes de l'humanité, comme en témoignent ses multiples publications, parmi lesquelles Marie-Madeleine : un amour infini, L'éternel masculin, Les femmes éternelles ou encore Les femmes et la Bible.
Elle aborde aussi des sujets d'actualité, tel celui de l'anorexie, dans son livre La faim de l'âme.
En 2002, elle a reçu le prix ALEF des libraires pour son essai L'esprit de solitude, dans lequel elle célèbre « la voie solitaire, seule voie salutaire ».

## Ses œuvres
- Un amour infini : Marie-Madeleine, prostituée sacrée, Paris, Albin Michel, coll. « Expérience intérieure », 1982 (réédité en 1992 sous le titre Marie-Madeleine ; un amour infini)
- La tache : opuscule furtif sur les salissures du monde, Paris, Scarabée & Cie, 1984
- Les femmes de la Bible, Paris, Albin Michel, 1985
- Jacques-Henri Lartigue : l'œil de l'oiseleur, Paris, Desclée de Brouwer, coll. « Le temps d'une vie », 1985
- L'arbre-gingembre, conte pour enfant illustré par Alain Gauthier, Moulins, Ipomée, 1985
- Les Nuits, Paris, Albin Michel, 1986
- Les reines noires : Didon, Salomé, la reine de Saba, Paris, Albin Michel, 1987
- Les nouveaux pères, Paris, Flammarion, 1986
- Les nuits de Schéhérazade, Paris, Albin Michel, 1986
- Le guide des rencontres : agences matrimoniales, clubs de rencontre, petites annonces, enquête, conseils, adresses, avec Bruno Totvanian, Paris, Carrère, 1988
- Psyché ou La chambre de cristal, Puiseaux, Pardès, coll. « Destins de femmes », 1988
- Rachel ou La nuit des mandragores, Puiseaux, Pardès, coll. « Destins de femmes », 1988
- Éloge des larmes, Monaco, Le Rocher, 1989
- Protégeons les animaux, Paris, L'École de Noé, 1991
- Aimer d'amitié, Paris, Robert Laffont, coll. « Réponses », 1992
- L'éternel masculin : traité de chevalerie à l'usage des hommes d'aujourd'hui, Paris, Robert Laffont, 1994
- Propositions d'amour, Paris, Anne Carrière, 1995
- Les barques du sommeil : essai, Coursegoules, la Reyne de Coupe, 1997
- Les larmes, Paris, Alternatives, coll. « Grains de beauté », 1997
- La main, Paris, Alternatives, coll. « Grains de beauté », 1997
- Le Secret, Paris, La Table Ronde, 1997
- Les femmes éternelles : Antigone, Dulcinée, Nausicaa, Mélusine..., Paris, Anne Carrière, 1998
- Le Sommeil, Paris, Alternatives, 1997
- Frissons et pâmoisons, Paris, Alternatives, 1998
- La Déesse nue : contes de la belle au bain, Paris, Le Seuil, 2000
- L'Esprit de solitude, Paris, Albin Michel, 2001
- La Faim de l'âme : une approche spirituelle de l'anorexie, Paris, Presses de la Renaissance, 2002 (a fait l'objet d'une nouvelle éd. revue et augmentée en 2011)
- Le Manteau de magnificence, Paris, La Renaissance du livre, 2004
- Divine blessure, Paris, Albin Michel, 2005
- Aimer d'amitié : comment l'amitié enseigne à aimer, Paris, Robert Laffont, 2005
- Du sommeil aux autres joies déraisonnables,  Paris, Albin Michel, 2006
- Les Sept visages de Marie-Madeleine, éditions Le relié poche, 2006
- Mary Céleste, Paris, Albin Michel, 2007
- Mélusine ou Le jardin secret, Paris, Presses de la renaissance, 2007
- Le Livre des louanges, Paris, Albin Michel, 2007
- Lettre d'une amoureuse à l'adresse du pape, Paris, La Table ronde,2007
- Les Soleils de la nuit, Paris, La Table ronde, 2008
- Inventaire vagabond du bonheur, coll. Poche, Paris, Albin Michel, 2008
- La Puissance du cœur, Paris, La Table ronde, 2009
- Les Amitiés célestes, Paris, Albin Michel, 2010
- Un chemin d'ambroisie, Paris, La Table ronde, 2010
- Hadewijch d'Anvers ou La voie glorieuse, Paris, Albin Michel, 2011
- La faim de l'âme, Paris, Presses de la Renaissance, 2011
- Impatience de l'absolu, Paris, La Table ronde, 2012
- Parlez-moi, je vous prie, du Royaume des Cieux, Paris, François Bourin, 2013
- Mystique chrétienne, Paris, Garnier, 2013
- Une robe de la couleur du temps (Le sens spirituel des contes de fées), Paris, Albin Michel, 2014
- Bréviaire du colimaçon : sur la vie spirituelle, Paris, Desclée de Brouwer, coll. « Poche », 2015
- Sois comme un roi dans ton cœur, Genève, Labor et Fides, coll. « Itinéraires spirituels », 2015
- Les floraisons intérieures, Méditations sur la Dame à la Licorne, Paris, La Table ronde, 2015
- Le diable préfère les saints, Paris, Le Cerf, 2016
- Le sens de l'hospitalité, Paris, Guy Trédaniel, 2017
- Le provisoire et l'éternel : les questions inévitables, Paris, Le Relié, 2017
- Le jardin des vertus, Paris, Salvator, 2019
- Histoire de celui qui dépensa tout et ne perdit rien, Paris, Le Cerf, 2020
- Les compagnons de sainteté, Paris, Le Cerf, 2020
- Mise au tombeau, Paris, Paris, éditions Salvator, janvier 2021
- Grandeur de l'attente, Paris, Le Cerf, octobre 2021
- Le Temps de la bonté : le livre de Tobit, Paris, Le Cerf, octobre 2022
- L'Heure de la justice de Dieu : histoire de Suzanne, Salvator, 2024  (ISBN 978-2-7067-2467-1)